# Moravský Beroun
Moravský Beroun település Csehországban, az Olomouci járásban. Moravský Beroun Dvorce, Lomnice, Roudno, Domašov nad Bystřicí, Hraničné Petrovice, Horní Loděnice, Norberčany, Křišťanovice és Dětřichov nad Bystřicí településekkel határos. Lakosainak száma 2844 fő (2024. január 1.).

## Népesség
A település lakosságának változását az alábbi diagram mutatja:
| Lakosok száma | 5255 | 5409 | 4439 | 2635 | 2827 | 3431 | 3043 | 2957 | 2860 | 2844 |
|               | 1869 | 1890 | 1921 | 1950 | 1980 | 2001 | 2017 | 2019 | 2022 | 2024 |